# Liste der Kulturgüter in Sirnach
Die Liste der Kulturgüter in Sirnach enthält alle Objekte in der Gemeinde Sirnach im Kanton Thurgau, die gemäss der Haager Konvention zum Schutz von Kulturgut bei bewaffneten Konflikten, dem Bundesgesetz vom 20. Juni 2014 über den Schutz der Kulturgüter bei bewaffneten Konflikten sowie der Verordnung vom 29. Oktober 2014 über den Schutz der Kulturgüter bei bewaffneten Konflikten unter Schutz stehen.
Objekte der Kategorie A sind im Gemeindegebiet nicht ausgewiesen, Objekte der Kategorie B sind vollständig in der Liste enthalten, Objekte der Kategorie C fehlen zurzeit (Stand: 1. Januar 2023).

## Kulturgüter
| Foto |                                                                                        | Objekt                                                      | Kat. | Typ | Standort                              | Beschreibung |
| ---- | -------------------------------------------------------------------------------------- | ----------------------------------------------------------- | ---- | --- | ------------------------------------- | --- |
| BW   | Datei hochladen · Wikidata zu Wohnhaus (Q133862626)                                    | Wohnhaus KGS-Nr.: 03214                                     | B    | G   | Wilerstrasse 19 717803 / 258109       | |
| BW   | Datei hochladen · Wikidata zu Schulhaus Egg (Q133862894)                               | Schulhaus Egg KGS-Nr.: 03413                                | B    | G   | Schulhausstrasse 1 716109 / 256748    | |
| ja   | Datei hochladen · Wikidata zu Gasthof Engel (Q29883336)                                | Gasthof Engel KGS-Nr.: 11037                                | B    | G   | Fischingerstrasse 2 717462 / 257921   | 1814 - 16 an Stelle eines gleichnamigen Gebäudes als Riegelhaus neu errichtet. 1954 renoviert. Pilgergaststätte (Jakobsweg) am Weg nach Fischingen bzw. Einsiedeln.                                      |
| ja   | Datei hochladen · Wikidata zu Ehemaliges reformiertes Pfarr- und Schulhaus (Q29883333) | Ehemaliges reformiertes Pfarr- und Schulhaus KGS-Nr.: 11038 | B    | G   | Unterdorfstrasse 2 717501 / 258042    | Von 1732 bis 1734 erbaut. Pfarrhaus bis 1904. Dann Sitz des Gemeindeamtmanns (Gemeindepräsidenten). |
| ja   | Datei hochladen · Wikidata zu Hof Rütibach mit Scheune (Q29883338)                     | Hof Rütibach mit Scheune KGS-Nr.: 13825                     | B    | G   | Fischingerstrasse 100 716733 / 257109 | |
| ja   | Datei hochladen · Wikidata zu Reformierte Kirche (Q29883340)                           | Evangelische Kirche KGS-Nr.: 13826                          | B    | G   | Hochwachtstrasse 4 717483 / 257710    | Erbaut am 6. Mai 1937. |
| ja   | Datei hochladen · Wikidata zu Ehemalige Turnhalle / Gemeindezentrum (Q29883331)        | Ehemalige Turnhalle, Gemeindezentrum KGS-Nr.: 13827         | B    | G   | Frauenfelderstrasse 3 717544 / 258084 | |
| ja   | Datei hochladen · Wikidata zu Villa (Q29883343)                                        | Villa KGS-Nr.: 13828                                        | B    | G   | Fischingerstrasse 64 716917 / 257522  | |
| ja   | Datei hochladen · Wikidata zu Fischinger Mühle (Q29883334)                             | Fischinger Mühle KGS-Nr.: 13829                             | B    | G   | Fischingerstrasse 67 716903 / 257410  | Erstmals um 1300 urkundlich erwähnt (Einkunft der Bischöflichen Burg Tannegg)..1457 - 1617 Fischinger Erblehen, dann bis 1816 Schupflehen. Bis 1857 in Betrieb, von da an in Besitz der Weberei Sirnach. |
| ja   | Datei hochladen · Wikidata zu Bauernhaus (Q29883329)                                   | Bauernhaus KGS-Nr.: 13830                                   | B    | G   | Scheuerweid 718791 / 257628           | Fachwerkbau von 1805, bis zu Renovation 2003 mit Schindelschirm verkleidet. |